# احمدآباد (آبژدان)
احمدآباد یک روستا در ایران است که در دهستان آبژدان واقع شده‌است.	
 احمدآباد ۶۱۲ نفر جمعیت دارد.